# Hahnenkamm

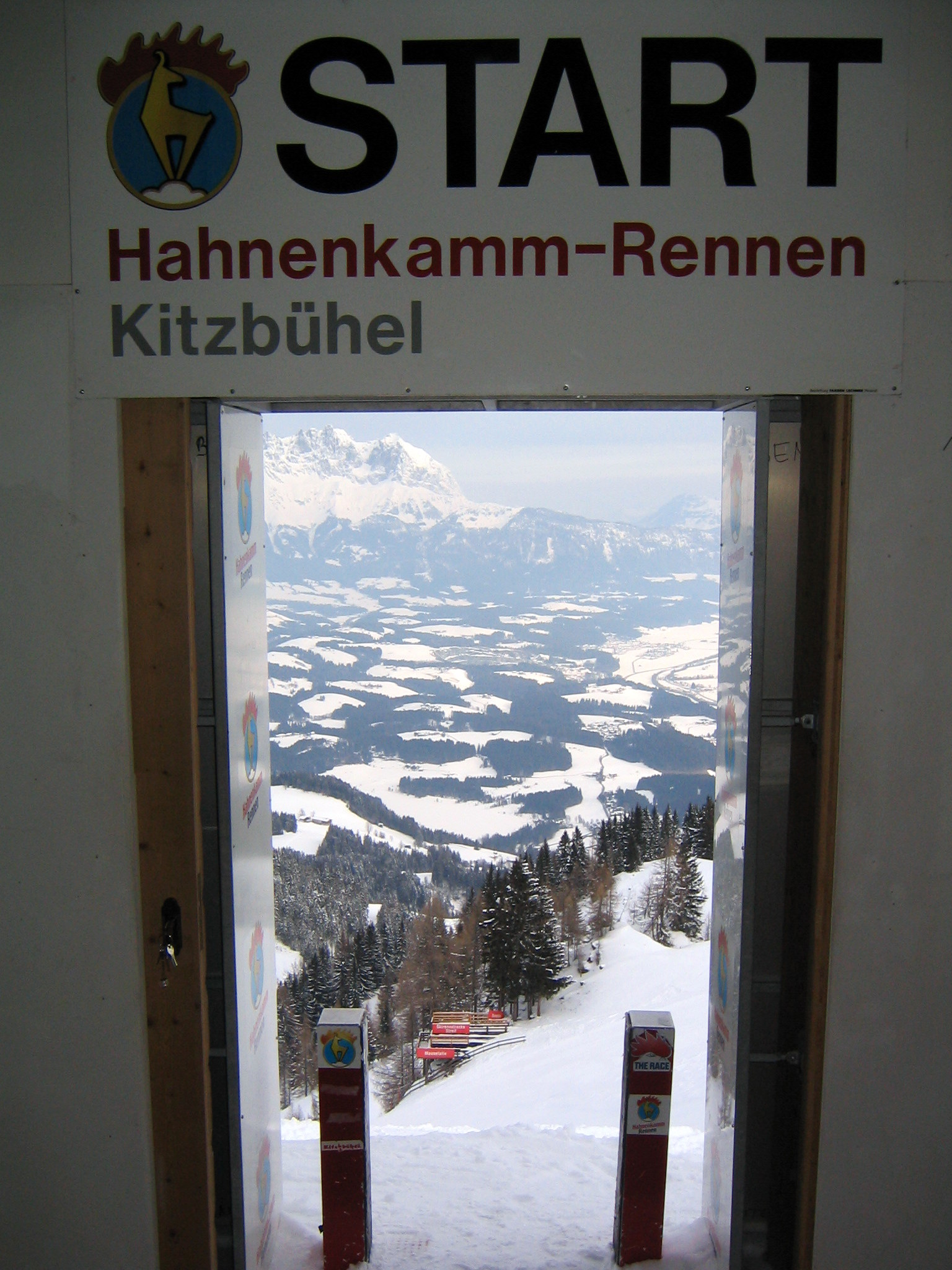
Il cancelletto di partenza della Streif, la pista di discesa libera dell'Hahnenkamm

Il trofeo dell'Hahnenkamm (in tedesco Hahnenkammrennen, dal nome dall'omonima montagna sulla quale sono situate le piste) è una storica competizione dello sci alpino che si disputa annualmente a Kitzbühel, in Austria, dal 1931. Si tratta di un fine settimana di gare durante il quale si disputano una discesa libera, uno slalom speciale e una combinata, che somma i tempi delle due gare. Nei primi anni del torneo le gare furono disputate su vari percorsi del monte Hahnenkamm; la configurazione definitiva, con la discesa sulla pista Streif e lo slalom sulla pista Ganslern, fu adottata negli anni quaranta.
Inserito nel circuito di Coppa del Mondo fin dalla sua fondazione, nel 1967, il trofeo si accompagna spesso ad altre gare ("Zusatzrennen"), disputate sulle stesse piste: triple o quadruple combinate negli anni trenta, altre discese libere dagli anni cinquanta (anche valide per la Coppa del Mondo e a volte in una formula "breve"), slalom giganti dagli anni cinquanta agli anni sessanta, altri slalom speciali dagli anni settanta e supergiganti dagli anni novanta (anche in questi casi prove valide per la Coppa del Mondo).
Dal 1932 al 1961 furono disputate anche gare femminili, mentre dal 1962 il trofeo, organizzato dal Kitzbüheler Ski Club, è esclusivamente maschile. La tradizione, quasi sempre rispettata, vuole che la discesa venga disputata il sabato e lo slalom la domenica. Inizialmente programmato per il mese di marzo, dagli anni cinquanta il trofeo è stabilmente organizzato nel secondo o nel terzo fine settimana di gennaio.

## Albo d'oro maschile
Albo d'oro maschile delle tre discipline del trofeo dell'Hahnenkamm, dal 1967 valide anche ai fini della Coppa del Mondo. In numerosi casi la settimana dell'Hahnenkamm ha incluso nel suo programma anche altre gare, che tuttavia non sono valide ai fini del trofeo.
| Data               | Discesa libera            | Slalom speciale      | Combinata            |
| 28-29 marzo 1931   | Ferdl Friedensbacher      | Hans Mariacher       | Gordon Cleaver       |
| 19-20 marzo 1932   | Walter Prager             | Hans Hauser          | Hans Hauser          |
| 1933-1934          | non disputato             | non disputato        | non disputato        |
| 23-24 marzo 1935   | Siegfried Engl            | Siegfried Engl       | Siegfried Engl       |
| 1-3 marzo 1936     | Friedl Pfeifer            | Rudolph Matt         | Rudolph Matt         |
| 19-20 marzo 1937   | Thaddäus Schwabl          | Wilhelm Walch        | Wilhelm Walch        |
| 1938-1945          | non disputato             | non disputato        | non disputato        |
| 9-10 marzo 1946    | Thaddäus Schwabl          | Antonín Šponar       | Karl Koller          |
| 8-9 marzo 1947     | Karl Feix                 | Christian Pravda     | Christian Pravda     |
| 13-14 marzo 1948   | Hellmut Lantschner        | Thaddäus Schwabl     | Hellmut Lantschner   |
| 5-6 marzo 1949     | Egon Schöpf               | Egon Schöpf          | Egon Schöpf          |
| 11-12 marzo 1950   | Fritz Huber               | Sepp Folger          | Fritz Huber          |
| 7-9 febbraio 1951  | Christian Pravda          | Christian Pravda     | Christian Pravda     |
| 1952               | non disputato             | non disputato        | non disputato        |
| 17-18 gennaio 1953 | Bernhard Perren           | Andreas Molterer     | Andreas Molterer     |
| 1954               | non disputato             | non disputato        | non disputato        |
| 15-16 gennaio 1955 | Andreas Molterer          | Toni Spiß            | Andreas Molterer     |
| 14-15 gennaio 1956 | Toni Sailer               | Toni Sailer          | Toni Sailer          |
| 19-20 gennaio 1957 | Toni Sailer               | Josl Rieder          | Josl Rieder          |
| 17-19 gennaio 1958 | Andreas Molterer          | Andreas Molterer     | Andreas Molterer     |
| 17-18 gennaio 1959 | Buddy Werner              | Andreas Molterer     | Andreas Molterer     |
| 15-17 gennaio 1960 | Adrien Duvillard          | Adrien Duvillard     | Adrien Duvillard     |
| 21-22 gennaio 1961 | Guy Périllat              | Gerhard Nenning      | Guy Périllat         |
| 20-21 gennaio 1962 | Willi Forrer              | Chuck Ferries        | Gerhard Nenning      |
| 19-20 gennaio 1963 | Egon Zimmermann           | Ludwig Leitner       | Egon Zimmermann      |
| 1964               | non disputato             | non disputato        | non disputato        |
| 22-24 gennaio 1965 | Ludwig Leitner            | Jean-Claude Killy    | Jean-Claude Killy    |
| 22-23 gennaio 1966 | Karl Schranz              | Jean-Claude Killy    | Karl Schranz         |
| 21-22 gennaio 1967 | Jean-Claude Killy         | Jean-Claude Killy    | Jean-Claude Killy    |
| 20-21 gennaio 1968 | Gerhard Nenning           | Dumeng Giovanoli     | Jean-Claude Killy    |
| 18-19 gennaio 1969 | Karl Schranz              | Patrick Russel       | Guy Périllat         |
| 17-18 gennaio 1970 | non disputata             | Patrick Russel       | Patrick Russel       |
| 23-31 gennaio 1971 | non disputata             | Jean-Noël Augert     | Henri Duvillard      |
| 14-16 gennaio 1972 | Karl Schranz              | Jean-Noël Augert     | Henri Duvillard      |
| 27-28 gennaio 1973 | Roland Collombin          | Jean-Noël Augert     | Bob Cochran          |
| 26-27 gennaio 1974 | Roland Collombin          | Hansi Hinterseer     | Gustav Thöni         |
| 18-19 gennaio 1975 | Franz Klammer             | Piero Gros           | Gustav Thöni         |
| 24-25 gennaio 1976 | Franz Klammer             | Ingemar Stenmark     | Walter Tresch        |
| 15-16 gennaio 1977 | Franz Klammer             | Ingemar Stenmark     | Gustav Thöni         |
| 20-22 gennaio 1978 | Josef Walcher Sepp Ferstl | Klaus Heidegger      | Patrice Pellat-Finet |
| 20-21 gennaio 1979 | Sepp Ferstl               | Christian Neureuther | Anton Steiner        |
| 12-13 gennaio 1980 | Ken Read                  | Andreas Wenzel       | Andreas Wenzel       |
| 17-18 gennaio 1981 | Steve Podborski           | Ingemar Stenmark     | Bohumír Zeman        |
| 15-17 gennaio 1982 | Steve Podborski           | Ingemar Stenmark     | Phil Mahre           |
| 21-23 gennaio 1983 | Todd Brooker              | Ingemar Stenmark     | Phil Mahre           |
| 21-22 gennaio 1984 | Franz Klammer             | Marc Girardelli      | Anton Steiner        |
| 12-13 gennaio 1985 | Pirmin Zurbriggen         | Marc Girardelli      | Andreas Wenzel       |
| 18-19 gennaio 1986 | Peter Wirnsberger         | Paul Frommelt        | Pirmin Zurbriggen    |
| 24-25 gennaio 1987 | Pirmin Zurbriggen         | Bojan Križaj         | Pirmin Zurbriggen    |
| 16-17 gennaio 1988 | Peter Müller              | Alberto Tomba        | Hubert Strolz        |
| 14-15 gennaio 1989 | Daniel Mahrer             | Armin Bittner        | Marc Girardelli      |
| 20-21 gennaio 1990 | Atle Skårdal              | Rudolf Nierlich      | Pirmin Zurbriggen    |
| 12-13 gennaio 1991 | Franz Heinzer             | Marc Girardelli      | Marc Girardelli      |
| 17-19 gennaio 1992 | Franz Heinzer             | Alberto Tomba        | Paul Accola          |
| 16-17 gennaio 1993 | annullato                 | annullato            | annullato            |
| 15-16 gennaio 1994 | Patrick Ortlieb           | Thomas Stangassinger | Lasse Kjus           |
| 14-16 gennaio 1995 | Luc Alphand               | Alberto Tomba        | Marc Girardelli      |
| 13-14 gennaio 1996 | Günther Mader             | Thomas Sykora        | Günther Mader        |
| 24-26 gennaio 1997 | Fritz Strobl              | Mario Reiter         | Lasse Kjus           |
| 23-26 gennaio 1998 | Kristian Ghedina          | Thomas Stangassinger | Kjetil André Aamodt  |
| 22-24 gennaio 1999 | Hans Knauß                | Jure Košir           | Kjetil André Aamodt  |
| 21-23 gennaio 2000 | Fritz Strobl              | Mario Matt           | Kjetil André Aamodt  |
| 19-21 gennaio 2001 | Hermann Maier             | Benjamin Raich       | Lasse Kjus           |
| 18-20 gennaio 2002 | Stephan Eberharter        | Rainer Schönfelder   | Kjetil André Aamodt  |
| 24-27 gennaio 2003 | Daron Rahlves             | Kalle Palander       | Michael Walchhofer   |
| 22-25 gennaio 2004 | Stephan Eberharter        | Kalle Palander       | Bode Miller          |
| 21-23 gennaio 2005 | annullata                 | Manfred Pranger      | annullata            |
| 20-22 gennaio 2006 | Michael Walchhofer        | Jean-Pierre Vidal    | Benjamin Raich       |
| 26-28 gennaio 2007 | annullata                 | Jens Byggmark        | annullata            |
| 18-20 gennaio 2008 | Didier Cuche              | Jean-Baptiste Grange | Bode Miller          |
| 23-25 gennaio 2009 | Didier Défago             | Julien Lizeroux      | Silvan Zurbriggen    |
| 22-24 gennaio 2010 | Didier Cuche              | Felix Neureuther     | Ivica Kostelić       |
| 21-23 gennaio 2011 | Didier Cuche              | Jean-Baptiste Grange | Ivica Kostelić       |
| 21-22 gennaio 2012 | Didier Cuche              | Cristian Deville     | Ivica Kostelić       |
| 26-27 gennaio 2013 | Dominik Paris             | Marcel Hirscher      | Ivica Kostelić       |
| 24-26 gennaio 2014 | Hannes Reichelt           | Felix Neureuther     | Alexis Pinturault    |

### Podi della combinata
Elenco completo dei podi delle combinate disputate nel contesto del trofeo dell'Hahnenkamm:
| Data               | Primo                | Secondo                        | Terzo                             |
| 28-29 marzo 1931   | Gordon Cleaver       | Hansjörg Schlechter            | Hans von Weech                    |
| 19-20 marzo 1932   | Hans Hauser          | Rudolph Matt                   | Willy Faude                       |
| 1932               | Rudolph Matt         | Hans Hauser                    | Josef Fahrner                     |
| 1933-1934          | non disputata        | non disputata                  | non disputata                     |
| 23-24 marzo 1935   | Siegfried Engl       | Edi Neubarth                   | Sepp Klingler                     |
| 7-8 marzo 1936     | Rudolph Matt         | Friedl Pfeifer                 | Kurt Egert                        |
| 1936               | Hans Hauser          | ?                              | ?                                 |
| 19-20 marzo 1937   | Wilhelm Walch        | Thaddäus Schwabl               | Willi Bernath                     |
| 1937               | Hubert Hammerschmidt | ?                              | ?                                 |
| 1938-1945          | non disputata        | non disputata                  | non disputata                     |
| 9-10 marzo 1946    | Karl Koller          | Toni Seelos                    | Antonín Šponar                    |
| 8-9 marzo 1947     | Christian Pravda     | Engelbert Haider               | Eberhard Kneisl                   |
| 13-14 marzo 1948   | Hellmut Lantschner   | Edi Mall                       | Thaddäus Schwabl                  |
| 5-6 marzo 1949     | Egon Schöpf          | Luis Seyrling                  | Edi Mall                          |
| 11-12 marzo 1950   | Fritz Huber          | Pepi Salvenmoser               | Hellmut Lantschner                |
| 1951               | Christian Pravda     | Georges Panisset               | Engelbert Haider                  |
| 1952               | non disputata        | non disputata                  | non disputata                     |
| 17-18 gennaio 1953 | Andreas Molterer     | Walter Schuster                | Martin Julen                      |
| 1954               | Christian Pravda     | Toni Spiß                      | Ernst Hinterseer                  |
| 15-16 gennaio 1955 | Andreas Molterer     | Walter Schuster                | Ernst Hinterseer                  |
| 14-15 gennaio 1956 | Toni Sailer          | Josl Rieder                    | Buddy Werner                      |
| 19-20 gennaio 1957 | Josl Rieder          | Hias Leitner                   | François Bonlieu                  |
| 18-19 gennaio 1958 | Andreas Molterer     | Egon Zimmermann                | Charles Bozon                     |
| 17-18 gennaio 1959 | Andreas Molterer     | Egon Zimmermann                | Jean Vuarnet                      |
| 16-17 gennaio 1960 | Adrien Duvillard     | Egon Zimmermann                | Josef Stiegler                    |
| 21-22 gennaio 1961 | Guy Périllat         | Gerhard Nenning                | Willi Forrer                      |
| 20-21 gennaio 1962 | Gerhard Nenning      | Chuck Ferries                  | Hias Leitner                      |
| 19-20 gennaio 1963 | Egon Zimmermann      | Wolfgang Bartels               | Léo Lacroix                       |
| 1964               | non disputata        | non disputata                  | non disputata                     |
| 23-24 gennaio 1965 | Jean-Claude Killy    | Ludwig Leitner                 | Karl Schranz                      |
| 22-23 gennaio 1966 | Karl Schranz         | Jean-Claude Killy              | Gerhard Nenning                   |
| 21-22 gennaio 1967 | Jean-Claude Killy    | Karl Schranz                   | Guy Périllat                      |
| 20-21 gennaio 1968 | Jean-Claude Killy    | Karl Schranz                   | Dumeng Giovanoli                  |
| 18-19 gennaio 1969 | Guy Périllat         | Herbert Huber                  | Alfred Matt                       |
| 17-18 gennaio 1970 | Patrick Russel       | Gustav Thöni                   | Dumeng Giovanoli                  |
| 24/31 gennaio 1971 | Henri Duvillard      | Jean-Noël Augert               | Bernard Orcel                     |
| 15-16 gennaio 1972 | Henri Duvillard      | Jean-Noël Augert               | Alfred Hagn                       |
| 27-28 gennaio 1973 | Bob Cochran          | Reinhard Tritscher             | Roland Thöni                      |
| 26-27 gennaio 1974 | Gustav Thöni         | Herbert Plank                  | Andy Mill                         |
| 18-19 gennaio 1975 | Gustav Thöni         | Francisco Fernández Ochoa      | Franz Klammer                     |
| 24-25 gennaio 1976 | Walter Tresch        | Jim Hunter                     | Gustav Thöni                      |
| 15-16 gennaio 1977 | Gustav Thöni         | Walter Tresch                  | Anton Steiner                     |
| 21-22 gennaio 1978 | Patrice Pellat-Finet | Vladimir Makeev                | Carlos Alberto Martínez           |
| 20-21 gennaio 1979 | Anton Steiner        | Andreas Wenzel                 | Peter Lüscher                     |
| 12-13 gennaio 1980 | Andreas Wenzel       | Pete Patterson                 | Antony Guss                       |
| 17-18 gennaio 1981 | Bohumír Zeman        | Ingemar Stenmark               | Michael Veith                     |
| 16-17 gennaio 1982 | Phil Mahre           | Andreas Wenzel                 | Peter Roth                        |
| 22-23 gennaio 1983 | Phil Mahre           | Marc Girardelli                | Peter Lüscher                     |
| 21-22 gennaio 1984 | Anton Steiner        | Pirmin Zurbriggen              | Phil Mahre                        |
| 12-13 gennaio 1985 | Andreas Wenzel       | Franz Heinzer                  | Gérard Rambaud                    |
| 18-19 gennaio 1986 | Pirmin Zurbriggen    | Andreas Wenzel                 | Markus Wasmeier                   |
| 25 gennaio 1987    | Pirmin Zurbriggen    | Andreas Wenzel                 | -                                 |
| 16-17 gennaio 1988 | Hubert Strolz        | Markus Wasmeier                | Franck Piccard                    |
| 14-15 gennaio 1989 | Marc Girardelli      | Paul Accola                    | Michael Mair                      |
| 20-21 gennaio 1990 | Pirmin Zurbriggen    | Paul Accola                    | Markus Wasmeier                   |
| 12-13 gennaio 1991 | Marc Girardelli      | Lasse Kjus                     | Günther Mader                     |
| 18-19 gennaio 1992 | Paul Accola          | Marc Girardelli                | Hubert Strolz                     |
| 16-17 gennaio 1993 | annullata            | annullata                      | annullata                         |
| 15-16 gennaio 1994 | Lasse Kjus           | Kjetil André Aamodt            | Günther Mader                     |
| 14-15 gennaio 1995 | Marc Girardelli      | Harald Christian Strand Nilsen | Günther Mader                     |
| 13-14 gennaio 1996 | Günther Mader        | Hans Knauß                     | Bruno Kernen                      |
| 25-26 gennaio 1997 | Lasse Kjus           | Kjetil André Aamodt            | Werner Franz                      |
| 24-25 gennaio 1998 | Kjetil André Aamodt  | Werner Franz                   | Ed Podivinsky                     |
| 23-24 gennaio 1999 | Kjetil André Aamodt  | Lasse Kjus                     | Paul Accola                       |
| 22-23 gennaio 2000 | Kjetil André Aamodt  | Fredrik Nyberg                 | Hermann Maier                     |
| 20-21 gennaio 2001 | Lasse Kjus           | Michael Walchhofer             | Kjetil André Aamodt               |
| 19-20 gennaio 2002 | Kjetil André Aamodt  | Lasse Kjus                     | Michael Walchhofer                |
| 25-26 gennaio 2003 | Michael Walchhofer   | Aksel Lund Svindal             | Didier Défago                     |
| 24-25 gennaio 2004 | Bode Miller          | Benjamin Raich                 | Lasse Kjus                        |
| 22-23 gennaio 2005 | annullata            | annullata                      | annullata                         |
| 21-22 gennaio 2006 | Benjamin Raich       | Bode Miller                    | Aksel Lund Svindal                |
| 27-28 gennaio 2007 | annullata            | annullata                      | annullata                         |
| 19-20 gennaio 2008 | Bode Miller          | Benjamin Raich                 | Rainer Schönfelder Ivica Kostelić |
| 24-25 gennaio 2009 | Silvan Zurbriggen    | Ivica Kostelić                 | Natko Zrnčić-Dim                  |
| 23-24 gennaio 2010 | Ivica Kostelić       | Silvan Zurbriggen              | Benjamin Raich                    |
| 22-23 gennaio 2011 | Ivica Kostelić       | Silvan Zurbriggen              | Romed Baumann                     |
| 21-22 gennaio 2012 | Ivica Kostelić       | Beat Feuz                      | Silvan Zurbriggen                 |
| 26-27 gennaio 2013 | Ivica Kostelić       | Alexis Pinturault              | Thomas Mermillod Blondin          |
| 26 gennaio 2014    | Alexis Pinturault    | Ted Ligety                     | Marcel Hirscher                   |

## Albo d'oro femminile
Albo d'oro femminile delle tre discipline del trofeo dell'Hahnenkamm. In numerosi casi la settimana dell'Hahnenkamm ha incluso nel suo programma anche altre gare, che tuttavia non erano valide ai fini del trofeo.
| Data      | Discesa libera                | Slalom speciale         | Combinata               |
| 1932      | Rini Andretta                 | Rini Andretta           | Rini Andretta           |
| 1933-1934 | non disputato                 | non disputato           | non disputato           |
| 1935      | Gratia Schimmelpenninck       | Gratia Schimmelpenninck | Gratia Schimmelpenninck |
| 1936      | Hilde Gustine                 | Grete Weikert           | Gratia Schimmelpenninck |
| 1937      | Evie Pinching                 | Lisa Resch              | Lisa Resch              |
| 1938-1945 | non disputato                 | non disputato           | non disputato           |
| 1946      | Anneliese Schuh-Proxauf       | Anneliese Schuh-Proxauf | Anneliese Schuh-Proxauf |
| 1947      | Hilde Doleschell              | Gundl Baur              | Annelore Zückert        |
| 1948      | Sophie Nogler                 | Sophie Nogler           | Sophie Nogler           |
| 1949      | Resi Hammerer                 | Resi Hammerer           | Resi Hammerer           |
| 1950      | Rosi Sailer                   | Hannelore Glaser-Franke | Mitzi Stüger            |
| 1951      | Andrea Mead Lawrence          | Andrea Mead Lawrence    | Andrea Mead Lawrence    |
| 1952      | non disputato                 | non disputato           | non disputato           |
| 1953      | Erika Mahringer Trude Klecker | Trude Klecker           | Trude Klecker           |
| 1954      | Erika Mahringer               | Regina Schöpf           | Erika Mahringer         |
| 1955      | Madeleine Berthod             | Putzi Frandl            | Thea Hochleitner        |
| 1956      | Sonja Sperl                   | Astrid Sandvik          | Astrid Sandvik          |
| 1957      | Lucille Wheeler               | Putzi Frandl            | Lucille Wheeler         |
| 1958      | Hilde Hofherr                 | Renée Colliard          | Berit Stuve             |
| 1959      | Astrid Sandvik                | Annemarie Waser         | Astrid Sandvik          |
| 1960      | Traudl Hecher                 | Linda Meyers            | Traudl Hecher           |
| 1961      | Traudl Hecher                 | Traudl Hecher           | Traudl Hecher           |

## Statistiche

### Plurivincitori
Elenco dei plurivincitori della combinata dell'Hahnenkamm dal 1931 a oggi:
Uomini
| Vittorie | Atleta              | Nazionalità   |
| 4        | Andreas Molterer    | Austria       |
| 4        | Kjetil André Aamodt | Norvegia      |
| 3        | Christian Pravda    | Austria       |
| 3        | Jean-Claude Killy   | Francia       |
| 3        | Gustav Thöni        | Italia        |
| 3        | Pirmin Zurbriggen   | Svizzera      |
| 3        | Marc Girardelli     | Lussemburgo   |
| 3        | Lasse Kjus          | Norvegia      |
| 3        | Ivica Kostelić      | Croazia       |
| 2        | Guy Périllat        | Francia       |
| 2        | Henri Duvillard     | Francia       |
| 2        | Anton Steiner       | Austria       |
| 2        | Andreas Wenzel      | Liechtenstein |
| 2        | Phil Mahre          | Stati Uniti   |
| 2        | Bode Miller         | Stati Uniti   |

Donne
| Vittorie | Atleta                  | Nazionalità |
| 2        | Gratia Schimmelpenninck | Paesi Bassi |
| 2        | Astrid Sandvik          | Norvegia    |
| 2        | Traudl Hecher           | Austria     |